# Gawaine Baillie
Pour les articles homonymes, voir Baillie.
Gawaine George Hope Baillie, né le 8 mars 1934 et mort le 21 décembre 2003, est un industriel britannique connu pour sa carrière de pilote automobile amateur et une collection philatélique spécialisée dans les timbres-poste du Royaume-Uni, de ses anciennes colonies et du Commonwealth. À sa mort, est découverte sa collection de prestige qui est dispersée en dix ventes entre 2004 et 2007, et rapporte 15 975 438 livres sterling.

## Biographie

### Jeunesse et études
Gawaine Baillie est le fils de Sir Adrian Baillie, 6th Bt, député conservateur, et de la fille d'Almeric Paget, Baron Queenborough. Par l'épouse de son grand-père maternel, il est un des arrière-petits-enfants du financier américain William Collins Whitney.
Il est élevé au château de Leeds acquis par sa mère et sa tante Dorothy Paget. En 1939, pour l'éloigner des dangers de la Seconde Guerre mondiale, il est envoyé aux États-Unis chez ses cousins de la famille Whitney, dans leur domaine de Greentree, à Manhasset, sur Long Island.
Son père meurt un an et demi après son retour au Royaume-Uni et Gawaine devient le 7e baronnet de Polkemmet, dans le Linlithgowshire, en Écosse.
Il étudie au Collège d'Eton, puis suit une formation d'ingénieur à l'Université de Cambridge avant d'être diplômé comme comptable.

### Pilote automobile
Sir Baillie se lance dans les courses automobiles amateurs de l'époque avec ses propres voitures. Il participa notamment aux 24 heures du Mans en 1960 et au Tour de France automobile de 1962. Il remporte l'édition 1965 de la course de Longford, en Tasmanie. 
Il cesse cette carrière en 1967 pour se consacrer au développement de son entreprise d'ingénierie. HPC Engineering plc est créée en 1959, et lui survit puisqu'elle s'est développée dans plusieurs domaines mécaniques.
Peu avant, en 1966, il se marie avec Margot Beaubien, fille du sénateur québécois Louis-Philippe Beaubien. Ils ont deux enfants : Lisa née en 1969 et Adrian né en 1973 qui devient le 8e baronnet de Polkemmet à la mort de son père.

## Philatélie
Gawaine Baillie collectionne les timbres depuis sa jeunesse. Au fil des années, il devient un spécialiste de certains pays, comme la Rhodésie dont il a étudié la série dite des « deux effigies » (le roi George V et son épouse Mary).
Vers la fin de sa vie, il cesse de présenter ses collections en public. Alors que dans les années 1960, il participe lui-même aux ventes aux enchères, il passe désormais par des agents pour se procurer des pièces prestigieuses : il a mené de front une collection britannique et du Commonwealth, uniquement en timbres neufs, et même s'ils sont rarissimes, en blocs et dans un état parfait de fraîcheur, alors que les quelques pièces connues dans de tels états sont souvent dans des collections institutionnelles.
C'est pourquoi à sa mort, les exécuteurs testamentaires et les vendeurs de la maison Sotheby's sont stupéfaits de l'importance de la collection de Sir Baillie. Il faut dix ventes étalées de septembre 2004 à janvier 2007 pour la disperser. En janvier 2007, dans l'attente d'une onzième vente des lots invendus pour début mai 2007, la somme des ventes est de 15 975 438 livres sterling.
Le lot le plus chèrement acquis pour 242 500 livres est une feuille complète de vingt timbres du 2 shillings marron à l'effigie de la reine Victoria de 1880, pièce unique. Pour les anciens territoires britanniques, 149 500 livres est le prix atteint par quatre timbres australiens en coin de feuille au type Kangourou et carte, affligés d'une variété de dentelure absente sur trois côtés. Baillie possédait également un des trois ouvrages confectionnés par le faussaire Jean de Sperati pour présenter ses faux, que l'expert Edmond Locard avait déclaré être des timbres authentiques en 1944.

### Sources
- Richard Ashton, expert philatélique en chef de Sotheby's, « Sale of the century », notice biographique et examen de trente pièces de la collection Baillie, publiés dans Stamp Magazine no 73-4, avril 2007, pages 44-51.
- Biographie publiée dans The Telegraph, 2004. L'article rappelle sa généalogie et sa carrière automobile.